# جیمز مک‌کانل
جیمز وی. مک‌کانل (انگلیسی: James V. McConnell؛ ‏ ۲۶ اکتبر ۱۹۲۵ – ۹ آوریل ۱۹۹۰) یک زیست‌شناس، عصب‌پژوه، روان‌شناس جانوری، پژوهشگر و استاد دانشگاه اهل ایالات متحده آمریکا بود. شهرت او به‌واسطهٔ پژوهش‌هایش در زمینهٔ یادگیری و انتقال حافظه در کرم‌های جاودانه بود که در دهه‌های ۵۰ و ۶۰ میلادی انجام شد.
مک‌کانل یکی از اهداف تد کزینسکی، بمب‌گذار انتحاری، بود. در سال ۱۹۸۵، او هنگامی که یک بمب پستی که به شکل یک کتاب خطی جاسازی شده بود و توسط دستیار پژوهشی‌اش، نیکلاوس سوئینو، باز شد، دچار آسیب شنوایی شد.